# ReferNet
ReferNet – europejska sieć instytucji stworzona w 2002 roku przez CEDEFOP (Europejskie Centrum Rozwoju Kształcenia i Szkolenia Zawodowego) we wszystkich krajach Unii Europejskiej. ReferNet zajmuje się zbieraniem informacji i monitorowaniem zmian w obszarze kształcenia i szkolenia zawodowego (VET) w państwach członkowskich Unii Europejskiej oraz Islandii i Norwegii.
ReferNet tworzą krajowi partnerzy w poszczególnych państwach członkowskich Unii Europejskiej reprezentujący instytucje i placówki zaangażowane w kształcenie i szkolenie zawodowe. Sieć umożliwia przekazywanie informacji oraz dzielenie się doświadczeniami najważniejszym organizacjom zainteresowanym zmianami w systemie kształcenia i szkolenia zawodowego. Ponadto ułatwia nawiązywanie współpracy partnerom sieci, dając możliwość poszerzenia kontaktów międzynarodowych o inne organizacje o podobnym profilu.
Do zadań sieci ReferNet należy m.in. przygotowanie corocznych raportów na temat kształcenia i szkolenia zawodowego w krajach partnerskich – VET-in-Europe country reports.

## ReferNet Polska
W Polsce rolę partnera sieci ReferNet od 2016 roku pełni Instytut Badań Edukacyjnych.
ReferNet Polska prowadzi stronę internetową, na której można znaleźć linki do najnowszych publikacji CEDEFOP w języku angielskim i polskim, publikacje przygotowane przez ReferNet Polska (m.in. raporty i artykuły na temat zmian i nowych wyzwań w kształceniu i szkoleniu zawodowym w Polsce) oraz linki do stron innych członków sieci.